# Francisco Roldán
Francisco Roldán (1450 – Hispaniola, 1502) è stato un funzionario spagnolo.

## Biografia
Fu lasciato come alcalde mayor (governatore locale) di La Isabela quando Cristoforo Colombo tornò in Spagna dal suo secondo viaggio. Nel 1497, Roldán si ribellò contro Bartolomeo Colombo e stabilì un regime rivale nella parte occidentale di Hispaniola, attirando nel 1498 circa la metà degli spagnoli. Quando Cristoforo Colombo tornò a Hispaniola nell'agosto 1498, fu in grado di fare pace con i ribelli concedendo concessioni, incluso il controllo del lavoro dei nativi.
Sotto Francisco de Bobadilla, il governatore che ha sostituito Cristoforo Colombo, Roldán ha ricevuto il perdono per la sua sedizione.
Roldán è morto l'11 luglio (o 1 luglio) 1502 durante un uragano che ha distrutto 20 navi del convoglio di 31 navi, tra cui l'ammiraglia "El Dorado", presso il Canale della Mona mentre ritornava in Spagna. Tra le navi sopravvissute vi era l'Aguja, la nave più debole del convoglio e che trasportava l'oro che a Colombo era dovuto, il che provocò la dicerìa che Colombo invocasse magicamente la tempesta per vendetta.